# Renato Tapia
Renato Tapia Cortijo (Lima, 28 luglio 1995) è un calciatore peruviano, centrocampista dell'Al-Wasl e della nazionale peruviana.

## Caratteristiche tecniche
Trova la sua collocazione ideale nel ruolo di mediano. Spicca per la sua fase difensiva nei tackle e nei palloni recuperati, oltre al contributo in impostazione di gioco.
Nel corso della sua carriera ha ricoperto anche il ruolo di difensore centrale.

## Carriera

### Club

#### Inizi al Twente
Nel 2013 si trasferisce al Twente con cui esordisce in Eredivisie il 9 agosto 2014 nel corso della prima giornata di campionato contro il Cambuur, entrando nei minuti finali al posto di Darryl Lachmann. Mette a segno il suo primo gol con il Twente il 31 gennaio 2014, sempre contro il Cambuur. Il 12 aprile 2015 segna la sua prima doppietta in Eredivisie, nel match vinto 3-1 contro il Go Ahead Eagles.

#### Feyenoord e prestito al Willem II
Nel gennaio 2016 si trasferisce al Feyenoord dove, però, non trova molto spazio, collezionando meno di trenta presenze in tre anni, ma riuscendo a portare a casa quattro trofei: due coppa dei Paesi Bassi, una Supercoppa e un Campionato. Nel gennaio del 2019 passa in prestito al Willem II fino a fine stagione.

#### Celta Vigo
Il 4 agosto 2020 viene acquistato dal Celta Vigo. In Spagna, si afferma come titolare e totalizza quattro stagioni con 110 presenze in Liga.

#### Leganès
Il 15 agosto 2024, dopo la scadenza di contratto, firma un contratto biennale con il Leganès.

### Nazionale
Nel 2013 ha preso parte con la nazionale Under-20 al campionato sudamericano di categoria giocando 6 partite.
Il 1º aprile 2015 fa il suo esordio con la nazionale maggiore giocando in amichevole contro il Venezuela; il 14 ottobre dello stesso anno gioca per la prima volta una gara valida per le qualificazioni al campionato mondiale di calcio 2018, entrando nel secondo della partita contro il Cile al posto di Carlos Lobatón
Viene convocato per la Copa América Centenario negli Stati Uniti.

## Statistiche

### Cronologia presenze e reti in nazionale
| Cronologia completa delle presenze e delle reti in nazionale ― Perù | Cronologia completa delle presenze e delle reti in nazionale ― Perù | Cronologia completa delle presenze e delle reti in nazionale ― Perù | Cronologia completa delle presenze e delle reti in nazionale ― Perù | Cronologia completa delle presenze e delle reti in nazionale ― Perù | Cronologia completa delle presenze e delle reti in nazionale ― Perù | Cronologia completa delle presenze e delle reti in nazionale ― Perù | Cronologia completa delle presenze e delle reti in nazionale ― Perù |
| Data                                                                | Città                                                               | In casa                                                             | Risultato                                                           | Ospiti                                                              | Competizione                                                        | Reti                                                                | Note                                                                |
| ------------------------------------------------------------------- | ------------------------------------------------------------------- | ------------------------------------------------------------------- | ------------------------------------------------------------------- | ------------------------------------------------------------------- | ------------------------------------------------------------------- | ------------------------------------------------------------------- | ------------------------------------------------------------------- |
| 1-4-2015                                                            | Fort Lauderdale                                                     | Perù                                                                | 0 – 1                                                               | Venezuela                                                           | Amichevole                                                          | -                                                                   |                                                                     |
| 5-9-2015                                                            | Washington                                                          | Stati Uniti                                                         | 2 – 1                                                               | Perù                                                                | Amichevole                                                          | -                                                                   | 65’                                                                 |
| 8-9-2015                                                            | Harrison                                                            | Colombia                                                            | 1 – 1                                                               | Perù                                                                | Amichevole                                                          | -                                                                   | 72’                                                                 |
| 13-10-2015                                                          | Lima                                                                | Perù                                                                | 3 – 4                                                               | Cile                                                                | Qual. Mondiali 2018                                                 | -                                                                   | 46’                                                                 |
| 13-11-2015                                                          | Lima                                                                | Perù                                                                | 1 – 0                                                               | Paraguay                                                            | Qual. Mondiali 2018                                                 | -                                                                   | 73’                                                                 |
| 17-11-2015                                                          | Salvador                                                            | Brasile                                                             | 3 – 0                                                               | Perù                                                                | Qual. Mondiali 2018                                                 | -                                                                   | 47’ 70’                                                             |
| 24-3-2016                                                           | Lima                                                                | Perù                                                                | 2 – 2                                                               | Venezuela                                                           | Qual. Mondiali 2018                                                 | -                                                                   | 51’                                                                 |
| 29-3-2016                                                           | Montevideo                                                          | Uruguay                                                             | 1 – 0                                                               | Perù                                                                | Qual. Mondiali 2018                                                 | -                                                                   | 63’                                                                 |
| 23-5-2016                                                           | Lima                                                                | Perù                                                                | 4 – 0                                                               | Trinidad e Tobago                                                   | Amichevole                                                          | -                                                                   | 55’ 83’                                                             |
| 28-5-2016                                                           | Washington                                                          | El Salvador                                                         | 1 – 3                                                               | Perù                                                                | Amichevole                                                          | -                                                                   | 67’                                                                 |
| 5-6-2016                                                            | Washington                                                          | Haiti                                                               | 0 – 1                                                               | Perù                                                                | Coppa America 2016 - 1º turno                                       | -                                                                   |                                                                     |
| 9-6-2016                                                            | Phoenix                                                             | Ecuador                                                             | 2 – 2                                                               | Perù                                                                | Coppa America 2016 - 1º turno                                       | -                                                                   |                                                                     |
| 13-6-2016                                                           | Foxborough                                                          | Perù                                                                | 1 – 0                                                               | Brasile                                                             | Coppa America 2016 - 1º turno                                       | -                                                                   | 90+1’                                                               |
| 18-6-2016                                                           | East Rutherford                                                     | Perù                                                                | 0 – 0 (2-4 dtr)                                                     | Colombia                                                            | Coppa America 2016 - Quarti di finale                               | -                                                                   | 63’                                                                 |
| 7-9-2016                                                            | Lima                                                                | Perù                                                                | 2 – 1                                                               | Ecuador                                                             | Qual. Mondiali 2018                                                 | 1                                                                   |                                                                     |
| 7-10-2016                                                           | Lima                                                                | Perù                                                                | 2 – 2                                                               | Argentina                                                           | Qual. Mondiali 2018                                                 | -                                                                   |                                                                     |
| 12-10-2016                                                          | Santiago del Cile                                                   | Cile                                                                | 2 – 1                                                               | Perù                                                                | Qual. Mondiali 2018                                                 | -                                                                   | 78’                                                                 |
| 11-11-2016                                                          | Asunción                                                            | Paraguay                                                            | 1 – 4                                                               | Perù                                                                | Qual. Mondiali 2018                                                 | -                                                                   | 70’                                                                 |
| 24-3-2017                                                           | Maturín                                                             | Venezuela                                                           | 2 – 2                                                               | Perù                                                                | Qual. Mondiali 2018                                                 | -                                                                   | 73’ 85’                                                             |
| 29-3-2017                                                           | Lima                                                                | Perù                                                                | 2 – 1                                                               | Uruguay                                                             | Qual. Mondiali 2018                                                 | -                                                                   | 33’                                                                 |
| 9-6-2017                                                            | Trujillo                                                            | Perù                                                                | 1 – 0                                                               | Paraguay                                                            | Amichevole                                                          | -                                                                   | 56’                                                                 |
| 14-6-2017                                                           | Lima                                                                | Perù                                                                | 3 – 1                                                               | Giamaica                                                            | Amichevole                                                          | 1                                                                   | 60’                                                                 |
| 5-9-2017                                                            | Quito                                                               | Ecuador                                                             | 1 – 2                                                               | Perù                                                                | Qual. Mondiali 2018                                                 | -                                                                   | 63’                                                                 |
| 6-10-2017                                                           | Buenos Aires                                                        | Argentina                                                           | 0 – 0                                                               | Perù                                                                | Qual. Mondiali 2018                                                 | -                                                                   | 38’ 79’                                                             |
| 11-10-2017                                                          | Lima                                                                | Perù                                                                | 1 – 1                                                               | Colombia                                                            | Qual. Mondiali 2018                                                 | -                                                                   |                                                                     |
| 11-11-2017                                                          | Wellington                                                          | Nuova Zelanda                                                       | 0 – 0                                                               | Perù                                                                | Qual. Mondiali 2018                                                 | -                                                                   |                                                                     |
| 16-11-2017                                                          | Lima                                                                | Perù                                                                | 2 – 0                                                               | Nuova Zelanda                                                       | Qual. Mondiali 2018                                                 | -                                                                   | 75’                                                                 |
| 24-3-2018                                                           | Miami                                                               | Perù                                                                | 2 – 0                                                               | Croazia                                                             | Amichevole                                                          | -                                                                   | 84’                                                                 |
| 28-3-2018                                                           | Lipsia                                                              | Perù                                                                | 3 – 1                                                               | Islanda                                                             | Amichevole                                                          | 1                                                                   |                                                                     |
| 30-5-2018                                                           | Lima                                                                | Perù                                                                | 2 – 0                                                               | Scozia                                                              | Amichevole                                                          | -                                                                   | 84’                                                                 |
| 3-6-2018                                                            | San Gallo                                                           | Arabia Saudita                                                      | 0 – 3                                                               | Perù                                                                | Amichevole                                                          | -                                                                   | 90’                                                                 |
| 9-6-2018                                                            | Göteborg                                                            | Svezia                                                              | 0 – 0                                                               | Perù                                                                | Amichevole                                                          | -                                                                   | 75’                                                                 |
| 16-6-2018                                                           | Saransk                                                             | Perù                                                                | 0 – 1                                                               | Danimarca                                                           | Mondiali 2018 - 1º turno                                            | -                                                                   | 38’ 87’                                                             |
| 26-6-2018                                                           | Soči                                                                | Australia                                                           | 0 – 2                                                               | Perù                                                                | Mondiali 2018 - 1º turno                                            | -                                                                   | 63’                                                                 |
| 13-10-2018                                                          | Miami                                                               | Perù                                                                | 3 – 0                                                               | Cile                                                                | Amichevole                                                          | -                                                                   | 74’                                                                 |
| 17-10-2018                                                          | East Hartford                                                       | Stati Uniti                                                         | 1 – 1                                                               | Perù                                                                | Amichevole                                                          | -                                                                   | 67’                                                                 |
| 16-11-2018                                                          | Lima                                                                | Perù                                                                | 0 – 2                                                               | Ecuador                                                             | Amichevole                                                          | -                                                                   | 64’                                                                 |
| 20-11-2018                                                          | Arequipa                                                            | Perù                                                                | 2 – 3                                                               | Costa Rica                                                          | Amichevole                                                          | -                                                                   | 66’                                                                 |
| 23-3-2019                                                           | Harrison                                                            | Perù                                                                | 1 – 0                                                               | Paraguay                                                            | Amichevole                                                          | -                                                                   | 51’                                                                 |
| 27-3-2019                                                           | Washington                                                          | Perù                                                                | 0 – 2                                                               | El Salvador                                                         | Amichevole                                                          | -                                                                   | 82’                                                                 |
| 6-6-2019                                                            | Lima                                                                | Perù                                                                | 1 – 0                                                               | Costa Rica                                                          | Amichevole                                                          | -                                                                   | 81’                                                                 |
| 9-6-2019                                                            | Lima                                                                | Perù                                                                | 0 – 3                                                               | Colombia                                                            | Amichevole                                                          | -                                                                   | 67’                                                                 |
| 15-6-2019                                                           | Porto Alegre                                                        | Venezuela                                                           | 0 – 0                                                               | Perù                                                                | Coppa America 2019 - 1º turno                                       | -                                                                   | 26’                                                                 |
| 18-6-2019                                                           | Rio de Janeiro                                                      | Bolivia                                                             | 1 – 3                                                               | Perù                                                                | Coppa America 2019 - 1º turno                                       | -                                                                   |                                                                     |
| 22-6-2019                                                           | San Paolo                                                           | Perù                                                                | 0 – 5                                                               | Brasile                                                             | Coppa America 2019 - 1º turno                                       | -                                                                   |                                                                     |
| 29-6-2019                                                           | Salvador de Bahia                                                   | Uruguay                                                             | 0 – 0 (4 – 5 dtr)                                                   | Perù                                                                | Coppa America 2019 - Quarti di finale                               | -                                                                   |                                                                     |
| 3-7-2019                                                            | Porto Alegre                                                        | Cile                                                                | 0 – 3                                                               | Perù                                                                | Coppa America 2019 - Semifinale                                     | -                                                                   |                                                                     |
| 7-7-2019                                                            | Rio de Janeiro                                                      | Brasile                                                             | 3 – 1                                                               | Perù                                                                | Coppa America 2019 - Finale                                         | -                                                                   | 49’ 82’                                                             |
| 6-9-2019                                                            | Harrison                                                            | Perù                                                                | 0 – 1                                                               | Ecuador                                                             | Amichevole                                                          | -                                                                   | 63’                                                                 |
| 10-9-2019                                                           | Los Angeles                                                         | Brasile                                                             | 0 – 1                                                               | Perù                                                                | Amichevole                                                          | -                                                                   |                                                                     |
| 12-10-2019                                                          | Montevideo                                                          | Uruguay                                                             | 1 – 0                                                               | Perù                                                                | Amichevole                                                          | -                                                                   |                                                                     |
| 15-10-2019                                                          | Lima                                                                | Perù                                                                | 1 – 1                                                               | Uruguay                                                             | Amichevole                                                          | -                                                                   | 83’                                                                 |
| 16-11-2019                                                          | Miami Gardens                                                       | Colombia                                                            | 1 – 0                                                               | Perù                                                                | Amichevole                                                          | -                                                                   | 46’                                                                 |
| 8-10-2020                                                           | Asunción                                                            | Paraguay                                                            | 2 – 2                                                               | Perù                                                                | Qual. Mondiali 2022                                                 | -                                                                   | 77’                                                                 |
| 13-10-2020                                                          | Lima                                                                | Perù                                                                | 2 – 4                                                               | Brasile                                                             | Qual. Mondiali 2022                                                 | 1                                                                   | 90’                                                                 |
| 13-11-2020                                                          | Santiago del Cile                                                   | Cile                                                                | 2 – 0                                                               | Perù                                                                | Qual. Mondiali 2022                                                 | -                                                                   | 49’                                                                 |
| 3-6-2021                                                            | Lima                                                                | Perù                                                                | 0 – 3                                                               | Colombia                                                            | Qual. Mondiali 2022                                                 | -                                                                   |                                                                     |
| 8-6-2021                                                            | Quito                                                               | Ecuador                                                             | 1 – 2                                                               | Perù                                                                | Qual. Mondiali 2022                                                 | -                                                                   |                                                                     |
| 17-6-2021                                                           | Rio de Janeiro                                                      | Brasile                                                             | 4 – 0                                                               | Perù                                                                | Coppa America 2021 - 1º turno                                       | -                                                                   |                                                                     |
| 20-6-2021                                                           | Goiânia                                                             | Colombia                                                            | 1 – 2                                                               | Perù                                                                | Coppa America 2021 - 1º turno                                       | -                                                                   |                                                                     |
| 23-6-2021                                                           | Goiânia                                                             | Ecuador                                                             | 2 – 2                                                               | Perù                                                                | Coppa America 2021 - 1º turno                                       | -                                                                   |                                                                     |
| 27-6-2021                                                           | Brasilia                                                            | Venezuela                                                           | 0 – 1                                                               | Perù                                                                | Coppa America 2021 - 1º turno                                       | -                                                                   | 73’                                                                 |
| 2-7-2021                                                            | Goiânia                                                             | Perù                                                                | 3 – 3 dts (4 – 3 dtr)                                               | Paraguay                                                            | Coppa America 2021 - Quarti di finale                               | -                                                                   |                                                                     |
| 5-7-2021                                                            | Rio de Janeiro                                                      | Brasile                                                             | 1 – 0                                                               | Perù                                                                | Coppa America 2021 - Semifinale                                     | -                                                                   | 89’                                                                 |
| 9-7-2021                                                            | Brasilia                                                            | Colombia                                                            | 3 – 2                                                               | Perù                                                                | Coppa America 2021 - Finale 3º posto                                | -                                                                   | 35’                                                                 |
| 2-9-2021                                                            | Lima                                                                | Perù                                                                | 1 – 1                                                               | Uruguay                                                             | Qual. Mondiali 2022                                                 | 1                                                                   |                                                                     |
| 5-9-2021                                                            | Lima                                                                | Perù                                                                | 1 – 0                                                               | Venezuela                                                           | Qual. Mondiali 2022                                                 | -                                                                   | 85’                                                                 |
| 9-9-2021                                                            | Recife                                                              | Brasile                                                             | 2 – 0                                                               | Perù                                                                | Qual. Mondiali 2022                                                 | -                                                                   |                                                                     |
| 11-11-2021                                                          | Lima                                                                | Perù                                                                | 3 – 0                                                               | Bolivia                                                             | Qual. Mondiali 2022                                                 | -                                                                   |                                                                     |
| 16-11-2021                                                          | Caracas                                                             | Venezuela                                                           | 1 – 2                                                               | Perù                                                                | Qual. Mondiali 2022                                                 | -                                                                   |                                                                     |
| 28-1-2022                                                           | Barranquilla                                                        | Colombia                                                            | 0 – 1                                                               | Perù                                                                | Qual. Mondiali 2022                                                 | -                                                                   |                                                                     |
| 1-2-2022                                                            | Lima                                                                | Perù                                                                | 1 – 1                                                               | Ecuador                                                             | Qual. Mondiali 2022                                                 | -                                                                   | 90+6’                                                               |
| 24-3-2022                                                           | Montevideo                                                          | Uruguay                                                             | 1 – 0                                                               | Perù                                                                | Qual. Mondiali 2022                                                 | -                                                                   |                                                                     |
| 29-3-2022                                                           | Lima                                                                | Perù                                                                | 2 – 0                                                               | Paraguay                                                            | Qual. Mondiali 2022                                                 | -                                                                   |                                                                     |
| 13-6-2022                                                           | Ar Rayyan                                                           | Australia                                                           | 0 – 0 dts (5 – 4 dtr)                                               | Perù                                                                | Qual. Mondiali 2022                                                 | -                                                                   |                                                                     |
| 24-9-2022                                                           | Pasadena                                                            | Messico                                                             | 1 – 0                                                               | Perù                                                                | Amichevole                                                          | -                                                                   |                                                                     |
| 27-9-2022                                                           | Washington                                                          | El Salvador                                                         | 1 – 4                                                               | Perù                                                                | Amichevole                                                          | -                                                                   | 70’                                                                 |
| 25-3-2023                                                           | Magonza                                                             | Germania                                                            | 2 – 0                                                               | Perù                                                                | Amichevole                                                          | -                                                                   |                                                                     |
| 28-3-2023                                                           | Madrid                                                              | Marocco                                                             | 0 – 0                                                               | Perù                                                                | Amichevole                                                          | -                                                                   |                                                                     |
| 7-9-2023                                                            | Ciudad del Este                                                     | Paraguay                                                            | 0 – 0                                                               | Perù                                                                | Qual. Mondiali 2026                                                 | -                                                                   |                                                                     |
| 12-9-2023                                                           | Lima                                                                | Perù                                                                | 0 – 1                                                               | Brasile                                                             | Qual. Mondiali 2026                                                 | -                                                                   | 48’                                                                 |
| 17-10-2023                                                          | Lima                                                                | Perù                                                                | 0 – 2                                                               | Argentina                                                           | Qual. Mondiali 2026                                                 | -                                                                   | 46’                                                                 |
| 16-11-2023                                                          | La Paz                                                              | Bolivia                                                             | 2 – 0                                                               | Perù                                                                | Qual. Mondiali 2026                                                 | -                                                                   |                                                                     |
| 21-11-2023                                                          | Lima                                                                | Perù                                                                | 1 – 1                                                               | Venezuela                                                           | Qual. Mondiali 2026                                                 | -                                                                   |                                                                     |
| 7-6-2024                                                            | Lima                                                                | Perù                                                                | 0 – 0                                                               | Paraguay                                                            | Amichevole                                                          | -                                                                   | Cap. 90’                                                            |
| 6-9-2024                                                            | Lima                                                                | Perù                                                                | 1 – 1                                                               | Colombia                                                            | Qual. Mondiali 2026                                                 | -                                                                   | Cap.                                                                |
| 10-9-2024                                                           | Quito                                                               | Ecuador                                                             | 1 – 0                                                               | Perù                                                                | Qual. Mondiali 2026                                                 | -                                                                   | Cap.                                                                |
| 20-3-2025                                                           | Lima                                                                | Perù                                                                | 3 – 1                                                               | Bolivia                                                             | Qual. Mondiali 2026                                                 | -                                                                   |                                                                     |
| 6-6-2025                                                            | Barranquilla                                                        | Colombia                                                            | 0 – 0                                                               | Perù                                                                | Qual. Mondiali 2026                                                 | -                                                                   |                                                                     |
| 10-6-2025                                                           | Lima                                                                | Perù                                                                | 0 – 0                                                               | Ecuador                                                             | Qual. Mondiali 2026                                                 | -                                                                   | 50’ 68’                                                             |
| Totale                                                              |                                                                     | Presenze                                                            | 90                                                                  |                                                                     | Reti                                                                | 5                                                                   |                                                                     |

## Palmarès

### Club

#### Competizioni nazionali
- Coppa dei Paesi Bassi: 2

Feyenoord: 2015-2016, 2017-2018
- Campionato olandese: 1

Feyenoord: 2016-2017
- Supercoppa dei Paesi Bassi: 1

Feyenoord: 2017